# Oidium (grzyby)
Oidium Link – rodzaj grzybów z rodziny mączniakowatych (Erysiphaceae).

## Budowa i rozwój
Gatunki należące do rodzaju Oidium to patogeny roślin, wywołujące chorobę zwaną mączniakiem prawdziwym. Są pasożytami obligatoryjnymi. Ich grzybnia mająca postać białego nalotu rozwija się na powierzchni liści, łodyg, kwiatów i owoców roślin wyższych. Grzybnia ta wytwarza konidiofory, na których bezpłciowo powstają zarodniki konidialne. Są jednokomórkowe i powstają pojedynczo, lub w postaci krótkich łańcuchów liczących 3-6 konidiów. Konidiogeneza jest bardzo prosta – konidia powstają przez podział ostatniej, bulwkowato rozdętej komórki na strzępce grzybni (tzw. ampuły).

## Systematyka i nazewnictwo
Pozycja w klasyfikacji według Index Fungorum
Erysiphaceae, Helotiales, Leotiomycetidae, Leotiomycetes, Pezizomycotina, Ascomycota, Fungi.
Synonimy
Acrosporium Nees 1816,
Amphiblistrum Corda, 1837,
Euoidium Y.S. Paul & J.N. Kapoor 1986,
Graciloidium (R.T.A. Cook, A.J. Inman & C. Billings) R.T.A. Cook & U. Braun 2012,
Octagoidium (R.T.A. Cook, A.J. Inman & C. Billings) R.T.A. Cook & U. Braun 2012,
Oideum Ehrenb. 1818,
Oidium Link 1809,
Oidium Sacc 1880,
Oidium subgen. Graciloidium R.T.A. Cook, A.J. Inman & C. Billings 1997,
Oidium subgen. Octagoidium R.T.A. Cook, A.J. Inman & C. Billings 1997,
Oospora Wallr. 1833,
Pseudoidium Y.S. Paul & J.N. Kapoor 1986,
Toruloidea Sumst. 1913.
Uwagi taksonomiczne
Niektóre gatunki dawniej zaliczane do Oidium w najnowszej klasyfikacji Index Fungorum przeniesione zostały do innych rodzajów, m.in. Pseudoidium i Euoidium.
Gatunki występujące w Polsce:
- Oidium bignoniae Jacz. 1909[5]
- Oidium carpini Foitzik 1995
- Oidium dianthi Jacz. 1927
- Oidium eucalypti Rostr. 1902
- Oidium hyssopi Erikss. 1883[5]

Nazwy naukowe na podstawie Index Fungorum. Wykaz gatunków według Listy grzybów mikroskopijnych Polski.